# Sesenanda
Sesenanda (segle IX - segle XI) fou una propietària rural catalana.

## Biografia
El 28 de juliol de l'any 996, Sesenanda es va presentar davant els comtes de Barcelona, Ramon Borrell i Ermessenda, que es trobaven a Sant Cugat del Vallès juntament amb la seva cort i una multitud de fidels procedent dels voltants. La dona volia posar-los al corrent d'una disputa que tenia ella amb un home anomenat Bonfill Sindered, que li prenia per la força els delmes d'un alou situat al castell d'Òdena i també a Serraïma. Sesenanda els digué que era vídua d'Unifred, fill de Sanlà, i que el seu marit, abans de morir, havia fet testament deixant-li els béns, encara que alguns d'ells, com unes vinyes plantades davant de la fortalesa d'Odena, li les havia donat en vida com es podia comprovar a través de diferents documents.
Les terres en litigi estaven formades per terres cultivades, moltes vinyes, terres ermes, hortes amb arbres fruiters, solars dins el castell d'Òdena, boscos, cases, algunes amb corts i columbaris, terres regades per fonts d'aigua, torres de guaita, molins, un dels quals era al costat del riu Òdena, i en el cas de les terres situades al comtat de Manresa, al terme de Serraïma, l'església de Sant Martí amb els seus delmes i primícies.
El comte de Barcelona estudià la situació de les propietats motiu de querella, i segons els consells dels jutges concedí i ratificà solemnement que Sesenanda era la legítima propietària dels alous que havien pertangut a Unifred. Els alous de Sesenanda eren les terres lliures i franques que les famílies pageses havien adquirit a la Catalunya Vella durant l'època de la repoblació dels segles IX i X.
El comte de Barcelona especificà que, tant Unifred com el seu pare Sanla, havien treballat sota el vassallatge i el subsidi dels avantpassats de Ramon Borrell. També va establir que qualsevol amenaça o intent d'anar contra la propietat de la dona injuriada seria castigat pel comte amb una multa de 5 lliures d'or. El judici acabà amb una reflexió dels jutges sobre la possessió de delmes i primícies i la finalitat d'aquestes càrregues.
El document que recull la sentència comtal està signat per Ramon Borrell, comte i marquès, que posa la seva signatura autògrafa reafirmant-se amb tot allò escrit. També firmen la comtessa Ermessenda i diversos nobles i jutges.